# وارين إتش فيليبس
وارين إتش فيليبس (بالإنجليزية: Warren Phillips)‏ هو اقتصادي وصحفي أمريكي، ولد في 1926 في نيويورك في الولايات المتحدة، وتوفي في 10 مايو 2019.

## وصلات خارجية
- وارين إتش فيليبس على موقع إن إن دي بي (الإنجليزية)